# Vincent-François Desmarets
Vincent-François Desmarets ou  des Maretz, (Soissons le 11 juin 1657 - Saint-Malo 25 septembre 1739) est un ecclésiastique français neveu de Colbert qui fut évêque de Saint-Malo de 1702 à 1739.

## Biographie

### Origine
Vincent-François Desmarets ou des Maretz est né  à Soissons le 11 juin 1657, il est le fils de Jean des Maretz, intendant de Soissons, et de Marie Colbert  une sœur du ministre  Jean-Baptiste Colbert.  Son frère aîné Nicolas Desmarets sera  Contrôleur Général des Finances de 1708 à 1715 et son autre frère Jacques Desmarets évêque de Riez en 1693 puis archevêque d'Auch en 1714.

### Militaire puis religieux
Vincent-François des Maretz fut tout d'abord Capitaine des vaisseaux du roi et Capitaine dans le Régiment des Gardes françaises. Il quitte l'armée à l'âge de 30 ans pour entrer au collège du Plessis-Sorbonne où il étudie la philosophie pendant deux ans et le droit canon pendant trois ans avant d'obtenir une licence de droit canon. Il intègre alors en 1691 la séminaire oratorien de Saint-Magloire et il est ordonné prêtre le 22 décembre 1696. Il devient chanoine de Rouen où son cousin Jacques Nicolas Colbert est archevêque. Il est ensuite vicaire général de Pontoise, Prieur de Saint-Louis et de Nogent-le-Rotrou, Agent général du clergé de France. Il  est choisi comme évêque de Saint-Malo le 15 avril 1702 par Louis XIV confirmé par le Pape le 31 juillet et consacré le 17 septembre dans l'église Saint-Magloire par le cardinal Louis-Antoine de Noailles archevêque de Paris assisté de son frère Jacques Desmarets évêque de Riez et de  David Nicolas de Bertier le 1er évêque de Blois. Il prend possession de son siège le 23 octobre suivant. En 1707 il sera co-consécrateur de l'évêque de Cornouaille François-Hyacinthe de Plœuc du Timeur.

### Évêque
Dans son diocèse il s'oppose au  chapitre afin de maintenir  ses droits et prérogatives. Il préside pour le clergé à  Dinan, les États de Bretagne de 1707, 1711, 1713 et 1717. En 1718, il pourvoit à la vacance d'une cure de son diocèse mais le Chapitre de la Cathédrale de Saint-Malo conteste cette nomination et assigne le nouveau desservant 29 mai 1719 devant le Présidial de Rennes. Après une procédure comprenant de longs échanges de mémoires et une série de plaidoyers, un arbitrage confirmé par un arrêt du Conseil d'État en date du 4 octobre 1727 met un terme à cette affaire qui n'a fait qu'envenimer les rapports avec le Chapitre. Ce dernier va en appel devant le roi contre l'arrêt du Conseil d'État.  Il est débouté et doit s'incliner après s'être pratiquement ruiné en frais de justice successifs. Vincent-François des Maretz est par ailleurs accusé par son Chapitre  de « se laisser entrainer dans le jansénisme où il compte de nombreux amis ».

### Janséniste?
Au début du XVIIIe siècle se développe dans le royaume de France un « jansénisme gallican et épiscopalien »  nourri des thèses de Pasquier Quesnel. L'affaire dite du  « cas de conscience » remet à l'ordre du jour les questions touchant la grâce. Clément XI à la demande de certains évêques français et du roi Louis XIV lui-même renouvelle les condamnations du jansénisme par la bulle pontificale « Vineam Domini  Sabaoth » du 16 juillet 1705. 
Vincent-François  Desmarest comme son ami le cardinal Louis Antoine de Noailles commence à laisser apparaître ses convictions favorables au jansénisme. Il soutient indirectement ceux de son diocèse. Par la bulle Unigenitus fulminée le 8 septembre 1713 le Pape condamne 100 propositions extraites des « Réflexions morales » de Pasquier Quesnel. Le roi convoque une assemblée extraordinaire du clergé de France afin qu'il reçoive la bulle pontificale le 16 octobre 1713. Lors du vote final le 23 janvier 1714 neuf évêques dont Vincent-François Desmarets, regroupés autour de l'archevêque de Paris refusent la constitution en réclamant au Pape des explications sur les propositions condamnées. Les quarante autres prélats présents acceptent la bulle. La rupture entre les deux partis d'évêques est manifeste et les amis du cardinal de Noailles n'hésitent pas à braver l'autorité du Souverain Pontife le 5 février 1714 en lui adressant leur épitre lors de la clôture de l'assemblée. En fait comme les autres opposants l'évêque de Saint-Malo condamne dès le 1er mars 1714 les « Réflexions morales » mais il refuse d'accepter que la censure pontificale soit prise sans l'avis préalable des évêques de France; le gallicanisme l'emporte de beaucoup sur le jansénisme !  Louis XIV interdit à l'archevêque de Paris de paraitre à la cour et il consigne les autres évêques dans leur diocèse respectif. À Saint-Malo,  Vincent-François Desmarest se heurte immédiatement à l'hostilité de son chapitre  et aux sentiments religieux de la majorité de ses fidèles. 
Afin d'établir un compromis entre les deux clans des cardinaux français sont chargés de juger les modifications proposées par l'archevêque de Paris mais Vincent-François Desmarets adopte l'instruction pastorale de Louis Antoine de Noailles  contestée par les médiateurs. La mort du roi le 7 septembre 1715 et l'arrivée au pouvoir du régent Philippe d'Orléans semblent favorables aux opposants qui peuvent quitter de nouveau leur diocèse. Après plusieurs défection dans leurs rangs en 1718 le parti du cardinal de Noailles se trouve réduit à son frère Jean-Baptiste-Louis-Gaston de Noailles évêque de Chalons à François Hébert évêque d'Agen et à Vincent-François Desmarets. Un accommodement précisant le sens des propositions condamnées est finalement élaboré par les cardinaux médiateurs en 1720 et dans un mandement du 9 avril 1721 Vincent-François Desmarest, rend officiel son acceptation de la Bulle mais il faut attendre le 21 décembre 1727 pour qu'il accepte sans réserve la Bulle pontificale dans une lettre adressée au Pape. Benoît XIII lui répond « paternellement » le 19 janvier 1728 et quelques mois plus tard l'archevêque de Paris se soumet lui aussi le 18 juillet 1728.

### Dernières années
Le 1er juillet 1734, Vincent-François des Maretz approuve, muni d'un bref d'indulgence de Clément XII, la création de la Confrérie du Sacré-Cœur à Saint-Malo. Vincent François des Maretz meurt à  Saint-Malo le 25 septembre 1739 à l'âge de 82 ans et il est inhumé le 3 octobre, derrière le fauteuil de l'officiant, dans le chœur de la cathédrale de  Saint-Malo.

### Armes
D'azur au dextrochère armé d'argent, sortant d'un nuage de même à senestre, et tenant trois lys au naturel.

## Succession apostolique
Vincent-François Desmarets a ordonné les évêques suivants :
- Évêque Jean-Paul-François Le Févre de Caumartin (1718)

## Article lié
- Unigenitus